# Echinomastus intertextus
Echinomastus intertextus es una especie fanerógama perteneciente a la familia Cactaceae. Se distribuyen por Norteamérica.

## Descripción
Es una planta solitaria, con tallo  esférico y ligeramente cilíndrico, que está oculto por las espinas y que puede alcanzar los 4 a 7,5 centímetros de altura y de 5 a 15 centímetros de diámetro. Tiene 11 a 13 costillas. Tiene 4 espinas centrales de color rosa o gris, y de 1,2 a 4 centímetros de largo. Las tres primeras están apuntando hacia arriba. Las 13 a 25 espinas radiales, son curvas y de color blanco y miden de 0,9 a 2 centímetros. Las flores son amplias en forma de embudo de color rosa o blanco y de 2 a 3 centímetros de largo y  2,5 a 3 centímetros de diámetro. Los frutos son verdes y esféricos.

## Distribución
Echinomastus intertextus en los Estados Unidos en los estados de Arizona, Nuevo México y Texas, y en México en los estados de Sonora, Chihuahua y Coahuila.

## Taxonomía
Echinomastus intertextus fue descrita por (Engelm.) Britton & Rose y publicado en The Cactaceae; descriptions and illustrations of plants of the cactus family 3: 149, en el año 1922.
Etimología
Echinomastus: nombre genérico que proviene de las palabras griegas: "έχίνος" (echinos) de "erizos" y "μαοτός" (mastos) para el "pecho". Se refiere a las verrugas espinosas del cuerpo de la planta.
Sinonimia
- Echinocactus intertextus
- Neolloydia intertexta
- Sclerocactus intertextus
- Pediocactus intertextus
- Echinomastus dasyacanthus[3][4]
- Thelocactus intertextus
- Thelocactus dasyacanthus[5]